# Anton Musa
Anton Musa, auch Antonius Musa, Anton West und Anton Witsch (* um 1485 in Wiehe; † Anfang Juni 1547 in Merseburg) war ein evangelischer Theologe und Reformator. Der Namenswechsel von West (Witsch, Wesch) auf Musa ging offenbar auf eine enge Verbindung zu Helius Eobanus Hessus zurück, der ihm den humanistischen Namen nahelegte.

## Leben
Anton Musa studierte 1506 in Erfurt, wo er im Jahre 1507 das Baccalaureat erwarb. An der Universität zu Erfurt fand er Anschluss an humanistische Kreise um Mutianus Rufus, Eobanus Hessus, Johann Lange und Justus Jonas dem Älteren. Nach zwei weiteren Jahren des Studiums in Erfurt wechselte er 1509 an die Universität Leipzig. Ab 1514 hielt er sich erneut in Erfurt auf, wurde 1517 zum Magister artium promoviert und am 11. Mai 1521 auf die Pfarrstelle an der Moritzkirche in Taucha berufen. Im Jahre 1527 verlegte er seinen Lebensmittelpunkt erneut nach Erfurt. Als Martin Luther auf der Reise nach Worms durch Erfurt kam, war Musa unter denen, die ihn willkommen hießen. In Erfurt fand er Anstellung zuerst an der Moritzkirche, dann an der Augustinerkirche. Von dort aus besuchte er häufig Luther in Wittenberg an der Elbe. 
Als Andreas Bodenstein in Jena Verwirrung stiftete, wurde Musa 1527 dorthin entsandt und stellte die Ordnung wieder her, wie ihm bei der Visitation 1527 bescheinigt wurde. Im Wittenberger Kreis um Luther hinterließ er einen günstigen Eindruck, so dass man ihm die Bekämpfung der von dem Prediger Martin Reinhart (* 1500) ausgehenden radikalreformatorischen Ideen in Jena anvertraute. Als man Reinhart schließlich wegen seiner Nähe zu Andreas Bodenstein und Thomas Müntzer am 23. Oktober 1524 aus Jena vertrieb, übernahm Musa dessen Predigtamt. Nachdem Musa im Jahre 1526 Luthers Deutsche Messe in Jena eingeführt hatte, setzte man ihn am 17. August 1527 auch offiziell als Stadtpfarrer ein. Als einer der ersten vom Landesherrn eingesetzten Superintendenten erhielt er zugleich die Aufsicht über die Geistlichen in den Ämtern Jena und Eisenberg sowie im Stift Bürgel. Im Jahre 1529 erweiterte sich sein Sprengel um die Ämter Stadtroda, Leuchtenburg, Kahla und Orlamünde. 
Er wirkte darüber hinaus als Superintendent und als Visitator im Vogtland und im Saalekreis. 
Als die Universität Wittenberg wegen der Pest nach Jena verlegt wurde, hatte Musa viel mit Philipp Melanchthon zu tun. 
Anscheinend infolge von Intrigen bat er 1536 um Entlassung und übernahm das Pfarramt in Rochlitz, das er acht Jahre ausübte. Warum ihm dort Herzogin Elisabeth den Dienst kündigte, ist nicht bekannt. Er ging 1544 nach Merseburg, wo er neben dem Predigtamt am Merseburger Dom auch den Dienst im Konsistorium versah. Er war auch kirchenmusikalisch tätig. 1524 gab er in Erfurt ein Gesangbuch mit 22 Liedern heraus. Weiter schuf er 12 fünfstimmige Kompositionen (Motetten und Kantaten).